# Dendrophthoe
Dendrophthoe es un género  de arbustos parásitos perteneciente a la familia Loranthaceae. Comprende 137 especies descritas y de estas, solo 59 aceptadas.

## Taxonomía
El género fue descrito por Carl Friedrich Philipp von Martius y publicado en Flora 13: 109. 1830. La especie tipo es: Dendrophthoe farinosa Mart. 

## Especies aceptadas
A continuación se brinda un listado de las especies del género Dendrophthoe aceptadas hasta noviembre de 2014, ordenadas alfabéticamente. Para cada una se indica el nombre binomial seguido del autor, abreviado según las convenciones y usos.
- Dendrophthoe acacioides
- Dendrophthoe clementis
- Dendrophthoe constricta
- Dendrophthoe curvata
- Dendrophthoe faicata
- Dendrophthoe flosculosa
- Dendrophthoe gangliiformis
- Dendrophthoe gjellerupii
- Dendrophthoe glabrescens
- Dendrophthoe hallieri
- Dendrophthoe homoplastica
- Dendrophthoe incarnata
- Dendrophthoe kerrii
- Dendrophthoe lanosa
- Dendrophthoe ligulata
- Dendrophthoe locellata
- Dendrophthoe lonchiphylla
- Dendrophthoe longituba
- Dendrophthoe mearnsii
- Dendrophthoe memecylifolia
- Dendrophthoe neilgherrensis
- Dendrophthoe odontocalyx
- Dendrophthoe pauciflora
- Dendrophthoe pentandra
- Dendrophthoe pentapetala
- Dendrophthoe praelonga
- Dendrophthoe quadrifida
- Dendrophthoe sarcophylla
- Dendrophthoe suborbicularis
- Dendrophthoe timorana
- Dendrophthoe trichanthera
- Dendrophthoe trigona
- Dendrophthoe vitellina